# Île Landsat
L'Île Landsat (Landsat Island en anglais) est une petite île canadienne inhabitée, située à 20 km au large des côtes du Labrador, faisant partie de la province canadienne de Terre-Neuve-et-Labrador. Elle a été découverte en 1976 lors de l'étude d'une image satellite prise par le satellite d'observation Landsat 1. Ses dimensions sont de 25 m sur 45 m soit 1125 m².

## Découverte
En 1976, une étude des côtes canadiennes via l'observation d'images satellites fournies par Landsat 1 a été entreprise. Lors de cette étude, de nombreux îlots jusque-là inconnus ont été découverts, dont l'Île Landsat. La vérification de l'existence de cette île sur le terrain a été confiée au docteur Frank Hall du Service Hydrographique Canadien. Ce dernier s'est alors rendu sur l'île en hélicoptère et a échappé de justesse à une attaque d'ours polaire lors de son excursion à la surface de l'île. À la suite de cette mésaventure, Frank Hall a proposé de rebaptiser l'île « Île de l'Ours Polaire », mais, finalement, son premier nom a été conservé.
La découverte de l'Île Landsat a agrandi le territoire canadien de 68 km².

## Faune et flore
Aucune étude faunistique ou floristique n'a été menée à ce jour. Néanmoins, d'après la rencontre fortuite d'un ours polaire sur cette île par Frank Hall, ces animaux semblent y séjourner ou y passer.